# Marathon van Parijs 2012

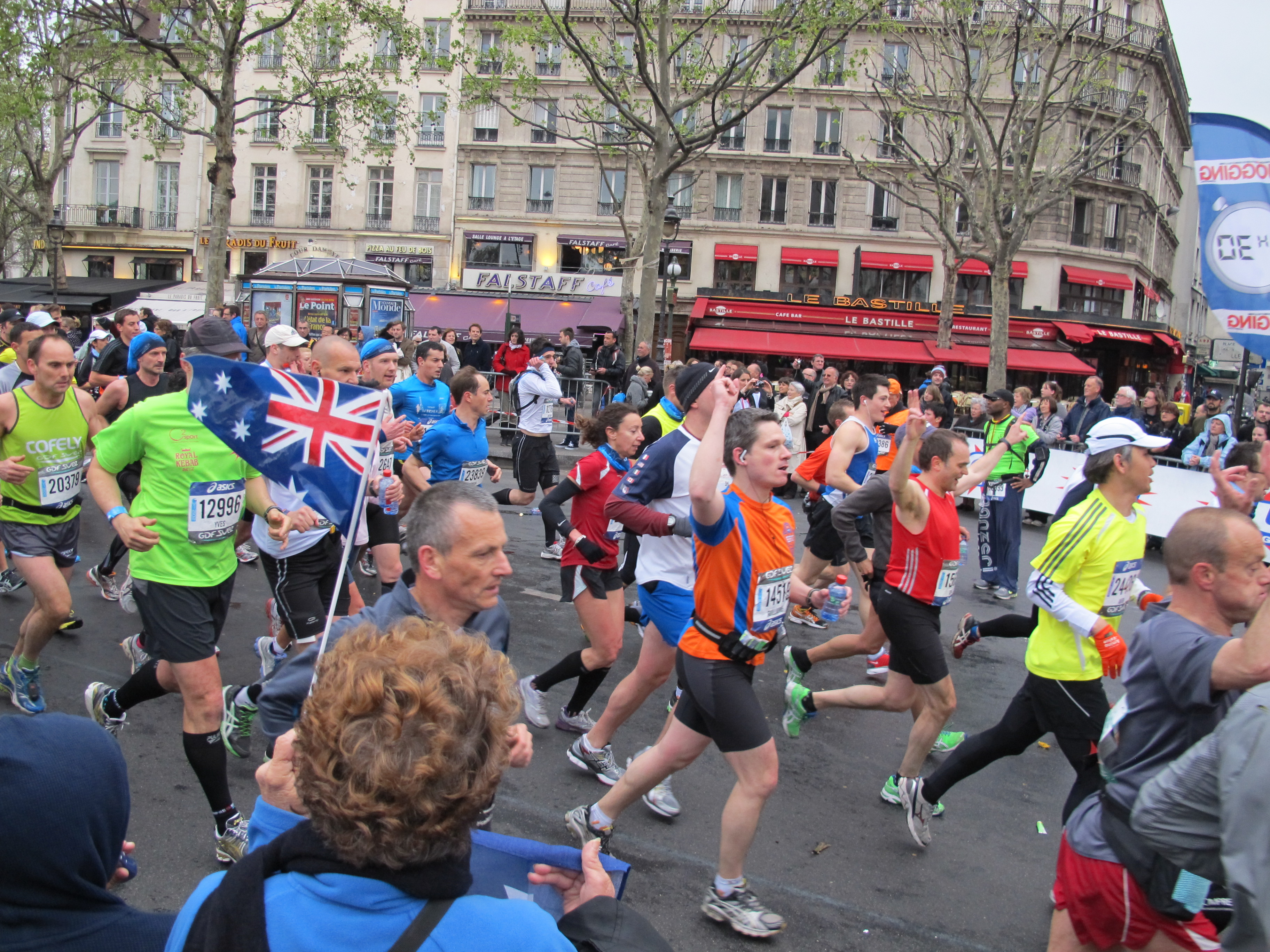
Marathon van Parijs 2012

De marathon van Parijs 2012 werd gelopen op zondag 15 april 2012. Het was de 36e editie van deze marathon.
De overwinning bij de mannen ging naar de Keniaan Stanley Biwott. Met een tijd van 2:05.12 verbeterde hij het parcoursrecord en was hij de Ethiopiërs Raji Assefa en Sisay Jisa meer dan een minuut voor. Bij het 15 kilometerpunt had de kopgroep van acht atleten reeds een kleine minuut voorsprong op het oude parcoursrecord van Vincent Kipruto uit 2009. Bij het 27 kilometerpunt stapte de laatste haas uit de wedstrijd en nam Biwott de leiding. Hij plaatste een versnelling, waarbij alleen Assefa en de debuterende Jisa hem nog konden volgen. Bij het 30 kilometerpunt liep hij alleen aan kop van de wedstrijd en hield dit vol tot de finish.
De Ethiopische Tirfi Tsegaye maakte haar favorietenrol bij de vrouwen waar en won de wedstrijd in 2:21.40, wat tevens een parcoursrecord betekende.

## Uitslagen

### Mannen
| rang   | naam             | land | tijd    |
| ------ | ---------------- | ---- | ------- |
| Goud   | Stanley Biwott   | KEN  | 2:05.12 |
| Zilver | Raji Assefa      | ETH  | 2:06.24 |
| Brons  | Sisay Jisa       | ETH  | 2:06.27 |
| 4      | Eric Ndiema      | KEN  | 2:06.37 |
| 5      | Teferi Balcha    | KEN  | 2:07.38 |
| 6      | Eshetu Wendimu   | ETH  | 2:07.54 |
| 7      | Debebe Tolossa   | ETH  | 2:08.18 |
| 8      | Joseph Lagat     | KEN  | 2:08.38 |
| 9      | Alemayehu Shumye | ETH  | 2:09.09 |
| 10     | Tariku Jufar     | ETH  | 2:09.19 |
| 11     | Alfred Kering    | KEN  | 2:10.53 |
| 12     | Haile Gemeda     | ETH  | 2:11.01 |
| 13     | Victor Lagat     | KEN  | 2:11.12 |
| 14     | Sahle Betona     | ETH  | 2:11.25 |
| 15     | Albert Matebor   | KEN  | 2:11.44 |

### Vrouwen
| rang   | naam              | land | tijd    |
| ------ | ----------------- | ---- | ------- |
| Goud   | Tirfi Tsegaye     | ETH  | 2:21.40 |
| Zilver | Sultan Haydar     | TUR  | 2:25.09 |
| Brons  | Makda Harun       | ETH  | 2:26.46 |
| 4      | Goytetom Tesema   | ETH  | 2:27.28 |
| 5      | Meseret Legesse   | ETH  | 2:28.18 |
| 6      | Shitaye Bedaso    | ETH  | 2:30.02 |
| 7      | Frehiwat Goshu    | ETH  | 2:30.38 |
| 8      | Natalya Sergeyeva | RUS  | 2:33.01 |
| 9      | Julia Mumbi       | KEN  | 2:33.03 |
| 10     | Jane Fardell      | AUS  | 2:39.05 |

1976 ·
1977 ·
1978 ·
1979 ·
1980 ·
1981 ·
1982 ·
1983 ·
1984 ·
1985 ·
1986 ·
1987 ·
1988 ·
1989 ·
1990 ·
1991 ·
1992 ·
1993 ·
1994 ·
1995 ·
1996 ·
1997 ·
1998 ·
1999 ·
2000 ·
2001 ·
2002 ·
2003 ·
2004 ·
2005 ·
2006 ·
2007 ·
2008 ·
2009 ·
2010 ·
2011 · 
2012 · 
2013 ·
2014 ·
2015 ·
2016 ·
2017